# Surra (Sabirabad)
Surra è un comune dell'Azerbaigian situato nel distretto di Sabirabad. Conta una popolazione di 1 272 abitanti.